# Сохачевский повет
Сохачевский повет (пол. Powiat sochaczewski) — повет (район) в Польше, входит как административная единица в Мазовецкое воеводство. Центр повета — город Сохачев. Занимает площадь 731,02 км². Население — 83 467 человек (на 2005 год).
Состав повята:
- города: Сохачев
- городские гмины: Сохачев
- сельские гмины: Гмина Брохув, Гмина Илув, Гмина Млодзешин, Гмина Нова-Суха, Гмина Рыбно, Гмина Сохачев, Гмина Тересин

## Демография
Население повета дано на 2005 год.
| Перепись            | Всего  | Всего | Женщины | Женщины | Мужчины | Мужчины |
| ------------------- | ------ | ----- | ------- | ------- | ------- | ------- |
|                     | чел.   | %     | чел.    | %       | чел.    | %       |
| Всего               | 83 467 | 100   | 42 864  | 51,4    | 40 603  | 48,6    |
| Городское население | 38 126 | 100   | 19 998  | 52,5    | 18 128  | 47,5    |
| Сельское население  | 45 341 | 100   | 22 866  | 50,4    | 22 475  | 49,6    |